# Lago Solar
Solar (em árabe: بركة الشمس Birkat aš-Šams) é um lago de água salina situado à beira do mar Vermelho, próximo da fronteira com Israel; e cerca de dezoito quilômetros ao sul de Eilat, na península de Sinai, Taba, Egito. Este pequeno lago de alta salinidade é um local de fenômenos bioquímicos complexos, ligados a ciclos de evaporação e infiltração de águas.
O lago Solar ficou isolado do mar Vermelho quando os sedimentos costeiros fecharam um poço entre dois promontórios rochosos. As águas salinas do Golfo de Ácaba, que se infiltram no lago Solar, ficam ainda mais concentradas por evaporação no lago. Acredita-se que, além das perdas por evaporação, exista um sistema de trincas no fundo do lago.
Os monohidrocalcitos e outros carbonatos parecem ser depositados no lago pela ação de camadas cianobactérias bentônicas (estromatólito), que podem ter um metro de espessura.
Às noites, na superfície, a camada superior de água perde calor para o clima frio do deserto, mas isola a camada inferior. Esta, isolada, continua a ganhar energia solar todos os dias, acumulando salmoura pesada de cima. O lago Solar desenvolve algumas das águas aquecidas por energia solar com a mais alta temperatura de qualquer lago: certas camadas podem atingir até 60 °C, temperaturas compatíveis apenas com alguns lagos geotérmicos. Devido às fortes camadas durante certos períodos, os gradientes térmicos podem chegar a 18ºCm−1.
No verão, o lago se transforma e se equilibra em contextos térmicos e salinidade. Acredita-se que o tempo de permanência da água no lago seja de cinco a seis meses. O lago detém um volume de água um pouco superior a dez mil metros cúbicos.